# Taio
Taio är en ort och frazione i kommunen Predaia i provinsen Trento i regionen Trentino-Sydtyrolen i Italien. 
Taio upphörde som kommun den 1 januari 2015 och bildade med den tidigare kommunen Coredo, Smarano, Tres och Vervò den nya kommunen Predaia. Den tidigare kommunen hade 3 024 invånare (2014).